# Ressonância acústica
A ressonância acústica é gerada quando uma fonte emite um som de frequência igual à frequência de vibração natural de um receptor. Como em todo tipo de ressonância, ocorre uma espécie de amplificação do som, aumentando a intensidade deste.
Como exemplo, pode-se citar os campeonatos de "SPL" (sound pressure level, ou nível de pressão sonora), onde os competidores -usando carros preparados acusticamente para atingir níveis exorbitantes de intensidade sonora- usam a ressonância acústica para obter melhores resultados. Num automóvel popular comum, a frequência natural de vibração gira em torno de 35~40Hz. Sendo assim, ao aplicar-se, dentro do veículo, uma frequência nessa faixa, a intensidade fica superior em relação a uma onda de 50 ou 60Hz, por exemplo. Atualmente, o recorde de intensidade sonora em carros gira em torno de 181,5dB e pertence ao brasileiro Alan Dante.
Como comparação à ressonância acústica, podemos citar o exemplo da ponte de Tacoma, que entrou em colapso nos Estados Unidos na primeira metade do século XX. A ponte, feita essencialmente de cimento, possui uma frequência natural de vibração que pode ser chamado de X. O vento muito forte fez a ponte vibrar nessa frequência X, causando a ressonância e fazendo a ponte de concreto e aço torcer como se fosse feita de borracha, até entrar em colapso e se destruir, deixando alguns carros destruídos e um cão morto.